# Edmond Turquet
Edmond-Henri Turquet, né le 31 mai 1836 à Senlis (Oise) et mort le 8 février 1914 à Paris, est un magistrat et homme politique français.

## Biographie
- Sous-secrétaire d'État à l’instruction publique et aux Beaux-Arts du 5 février 1879 au 27 décembre 1879 dans le Gouvernement William Henry Waddington et du 28 décembre 1879 au 22 septembre 1880 dans le Gouvernement Charles de Freycinet (1)
- Sous-secrétaire d'État à la présidence du Conseil à l’instruction publique et aux Beaux-Arts du 23 septembre 1880 au 13 novembre 1881 dans le Gouvernement Jules Ferry (1)
- Sous-secrétaire d'État  à l’instruction publique  aux Beaux-Arts et aux cultes du 11 avril 1885 au 6 janvier 1886 dans le Gouvernement Henri Brisson (1) et du 7 janvier 1886 au 10 décembre 1886 dans le Gouvernement Charles de Freycinet (3)

- Député de l'Aisne, 3e circonscription de Vervins, de 1876 à 1889. Lors de la crise du 16 mai 1877, il est l'un des signataires du manifeste des 363.
- Arrière-petit-fils du conventionnel Le Carlier d'Ardon, maire de Laon.

En tant que sous-secrétaire d'État aux Beaux-Arts, Edmond Turquet a mobilisé les artistes favorables à la République. Il est ainsi à l'origine des œuvres exaltant le héros révolutionnaire Joseph Bara, peintes par Charles Moreau-Vauthier (La Mort de Joseph Bara), Jean-Jacques Henner (Bara) et Jean-Joseph Weerts (portrait de Bara et La Mort de Bara).
Boulangiste, Turquet fut également proche des cercles antisémites et membre du comité de l'antidreyfusarde Ligue des intérêts de la défense nationale. En 1896, il a accepté de faire partie d'une commission chargée de départager les candidats à un concours organisé par La Libre Parole d'Édouard Drumont « sur les moyens pratiques d'arriver à l'anéantissement de la puissance juive en France ».
Il possédait une collection de tableaux dont un Gustave Jacquet, La Rêverie, qui fut publié par Goupil en 1875.

## Sources
- Fréeéric Stévenot , « La politique au village. La crise du 16 mai 1877 dans l’arrondissement de Vervins », Mémoires de la Fédération des sociétés d'histoire de l'Aisne, 1997 ; En ligne.